# Paranîne, Iemilciîne
Paranîne (în ucraineană Паранине) este un sat în comuna Mala Hlumcea din raionul Iemilciîne, regiunea Jîtomîr, Ucraina.

## Demografie
Componența lingvistică a localității Paranîne
     Ucraineană (98,81%)
     Rusă (1,19%)
Conform recensământului din 2001, majoritatea populației localității Paranîne era vorbitoare de ucraineană (98,81%), existând în minoritate și vorbitori de rusă (1,19%).